# Causa Time Warp
El Caso Time Warp es un proceso judicial argentino iniciado en 2016 en la cual intervino originalmente el juez Sebastian Casanello quién procesó por diversos delitos al abogado y empresario Víctor Stinfale, cercano a Daniel Angelici, a Víctor Stinfale, Adrián Conci, presidente de Dell Producciones, y sus apoderados, Carlos Garat y Máximo Ávila, al encargado de seguridad, Carlos Penise, y a Martín Gontad.El juez había procesado también como "partícipes necesarios" de la venta de estupefacientes y abandono de persona seguido de muerte a cinco funcionarios porteños de la Agencia Gubernamental de Control.

## Causa judicial
Los encargados de llevar adelante las investigaciones fueron el fiscal federal Federico Delgado y el juez federal Sebastián Casanello, quienes sostuvieron que la fiesta había estado armada para que se vendiera droga y los jóvenes consumieran la mayor cantidad de agua posible en un contexto de descontrol. El predio estaba abarrotado, con gran cantidad de dealers cargados de éxtasis y sin agua corriente en los baños, durante la  madrugada del 16 de abril de 2016 murieron cinco chicos y muchos más fueron internados. Dos asistentes fallecieron en el predio mientras que uno murió en la ambulancia que lo trasladaba al hospital y otros dos en los centros de salud. Las víctimas "murieron en forma fulminante" y que presentaban temperaturas corporales superiores a los 40 grados.
Según investigaciones el predio Centro Costa Salguero perteneciente a la jefa del bloque del PRO porteño Carmen Polledo y su esposo Fernando Polledo Olivera, quien es presidente de Centro Costa Salguero SA. Según la denuncia dichas empresas en virtud de sus cercanías al oficialismo serían beneficiadas con un canon irrisorio por utilizar terrenos públicos pertenecientes a la Ciudad. el centro previamente había una habilitación en tiempo récord.
La Justicia declaró  que el gobierno porteño no controló adecuadamente la fiesta Time Warp. Se investiga si hubo más de 20.500 personas en un encuentro previsto para 13.000
En mayo de 2016 l juez Casanello procesó a ocho miembros de la organización: Víctor Stinfale (por la empresa Energy Group, que comercializa el energizante Speed y el agua Block), Adrián Conci, presidente de Dell Producciones, y sus apoderados, Carlos Garat y Máximo Ávila, al encargado de seguridad, Carlos Penise, y a Martín Gontad. Otros tres organizadores que estaban prófugos: Walter Santangelo (titular de Energy), Diego Herrera y Facundo González (apoderados de Dell). Salvo Herrara, los otros dos también fueron procesados,a su vez cinco funcionarios porteños procesados por venta de drogas en el predio. Dos funcionarios del Gobierno de la ciudad de Buenos Aires estaban en el sector VIP del festival durante la tragedia, el gerente operativo de Eventos Masivos de la Agencia Gubernamental de Control, Claudio Iacobaccio, quien desde su ascenso como gerente en la Agencia Gubernamental de Control porteña, en 2011, su patrimonio pasó de 128 mil pesos a 8 millones de pesos,  y el inspector Fernán García Vázquez.
Las autopsias  judicialesm ostraron que las muertes se produjeron por edema pulmonar y paro cardiorrespiratorio y que las víctimas eran personas jóvenes sin enfermedades preexistentes. Además, otros cinco jóvenes permacieron internados en distintas unidades de terapia intensiva. Los exámenes toxicológicos revelaron el consumo de sustancias como MDMA (o éxtasis), metanfetaminas y, particularmente, de PMMA (conocida como Superman).
El empresario Stinfale fue detenido en mayo y trasladado al penal de Marcos Paz. Pero en julio, la Sala II de la Cámara Criminal Correccional Federal, formada por los jueces Eduardo Farah y Martín Irurzun, ordenó excarcelarlo,. en la causa fueron indagadas 74 personas, se procesó a 39 (8 de la organización, 25 de la PNA y 5 GCBA), y se tomaron unas 100 declaraciones testimoniales, además de los múltiples allanamientos y pericias. Las autopsias determinaron que los chicos murieron por policonsumo. Según el fiscal Delgado “En un espacio cerrado, la organización generó las condiciones para que un grupo de personas vendiesen libremente drogas a los concurrentes. Permitieron la venta de drogas porque las sintéticas requieren de hidratación constante, y la organización vendía el agua" días después los jueces Eduardo Farah y Martín Irurzun, ambos jueces considerados cercanos al oficialismo cambiaron la calificación legal por la que habían sido procesados los organizadores de la fiesta Time Warp en la que murieron cinco jóvenes, y todos ellos quedaron en libertad, Farah e Irurzun cambiaron la carátula por un delito mucho más leve.
 Stinfale declaró en un programa televisivo que "Antes de diciembre, Delgado deja de ser fiscal".En una entrevista con Alejandro Fantino, en el programa Animales Sueltos, Stinfale amenazó al fiscal con lograr desplazarlo de la Justicia. "Lo voy a sacar por la puerta de costado. Este tipo la Cámara le pega terrible cachetazo de muerte. Es fiscal federal y quiero contar los días que va a serlo", lanzó. “Yo me voy a cargar al fiscal Delgado”. Semanas después los camaristas Eduardo Farah y Martín Irurzun  dispusieron apartar al fiscal del caso Francisco Delgado, a pedido de Stinfale quien logró apartarlo de la causa por Time Warp.
Tras el desplazamiento de Delgado, el juez Casanello siguió adelante con la investigación con la intervención del fiscal Ramiro González, pero en agosto de ese año la misma sala de la Cámara Federal, integrada por los jueces Martín Irurzun y Eduardo Farah, que había apartado al fiscal que impulsó la investigación, Federico Delgado, también aparto a Casanello., el fiscal Federico Delgado denunció que los imputados quieren “destruir” la causa Time Warp y denunció que se buscaba “que Time Warp quede impune”. La Cámara Federal había apartado al fiscal Delgado, luego de ello él fue “amenazado públicamente por televisión y por las redes redes sociales por parte de los procesados y sus abogados. Posteriormente el fiscal del caso fue atropellado por un auto. Ese hecho, que es materia de investigación, fue festejado por personas vinculadas a los procesados. Paralelamente se formó una comisión investigadora que pidió una interpelación parlamentaria la diputada del PRO y vicepresidente primera de la Legislatura, Carmen Polledo, donde admitió que es dueña de la S.A. reconoció que su marido es accionista del predio donde fallecieron cinco jóvenes, pero se desvinculó de los muertos y la venta de drogas en el local y denunció que las denuncias eran un "ataque" en su contra por cuestiones de género y negó su renuncia. por orden judicial se ordenó clausurar todos los locales del predio,
pero la Dirección de Habilitaciones porteña se negó a cumplir el fallo.